# Cotechino Modena
Il Cotechino Modena è un cotechino a indicazione geografica protetta (IGP), prodotto in forma cilindrica con una
miscela di carni suine ottenute dalla muscolatura striata, grasso suino, cotenna e condimenti vari. 
Dopo la cottura, il prodotto viene facilmente tagliato in fette di colore roseo tendente al rosso non uniforme, con consistenza compatta e granulometria uniforme.

## Storia
Citato in L'economia del cittadino in villa di Vincenzo Tanara nel 1644, mentre l'affine zampone può vantare una data e un luogo certo di origine (nel 1511 durante l'assedio di Mirandola), viceversa la primogenitura del cotechino fu a lungo contesa tra provincia di Modena e la provincia di Ferrara.
Già nel 1772 il ferrarese Antonio Frizzi, nell’opera “La Salameide” propose di risolvere la contesa, attribuendo a Ferrara la primogenitura del cotichin e a Modena quella dello zampetto (il nome dell'epoca per l'odierno zampone).
Attribuzione non condivisa qualche anno prima dal modenese Tigrinto Bistonio che, nella sua opera “Gli elogi del porco" nel 1761, ne vanta l'origine modenese.
Ben prima delle contese settecentesche, ma fin dai tempi del Ducato di Milano, il codeghin era famoso in tutta la pianura padana.
Nella odierna denominazione IGP venne riconosciuta la primogenitura modenese.

## Lavorazione
La preparazione del Cotechino Modena prevede le seguenti fasi di lavorazione: preparazione delle materie prime, macinatura in tritacarne con fori da 7-10 millimetri (3-5 mm per la cotenna), impastatura sottovuoto o in atmosfera modificata e insaccatura in involucri naturali o artificiali, a cui seguono:
- per il prodotto commercializzato fresco: asciugamento in stufa ad aria calda.
- per il prodotto commercializzato cotto: precottura e trattamento termico ad almeno 115 °C in autoclave.

## Zona di produzione
Il Cotechino Modena IGP può essere prodotto nelle seguenti province italiane:
- Emilia-Romagna:
  - Modena, Ferrara, Ravenna, Rimini, Forlì-Cesena, Bologna, Reggio Emilia, Parma, Piacenza
- Lombardia:
  - Cremona, Lodi, Pavia, Milano, Monza e della Brianza, Varese, Como, Lecco, Bergamo, Brescia, Mantova
- Veneto:
  - Verona e Rovigo.